# Leonard Berlin-Bieber

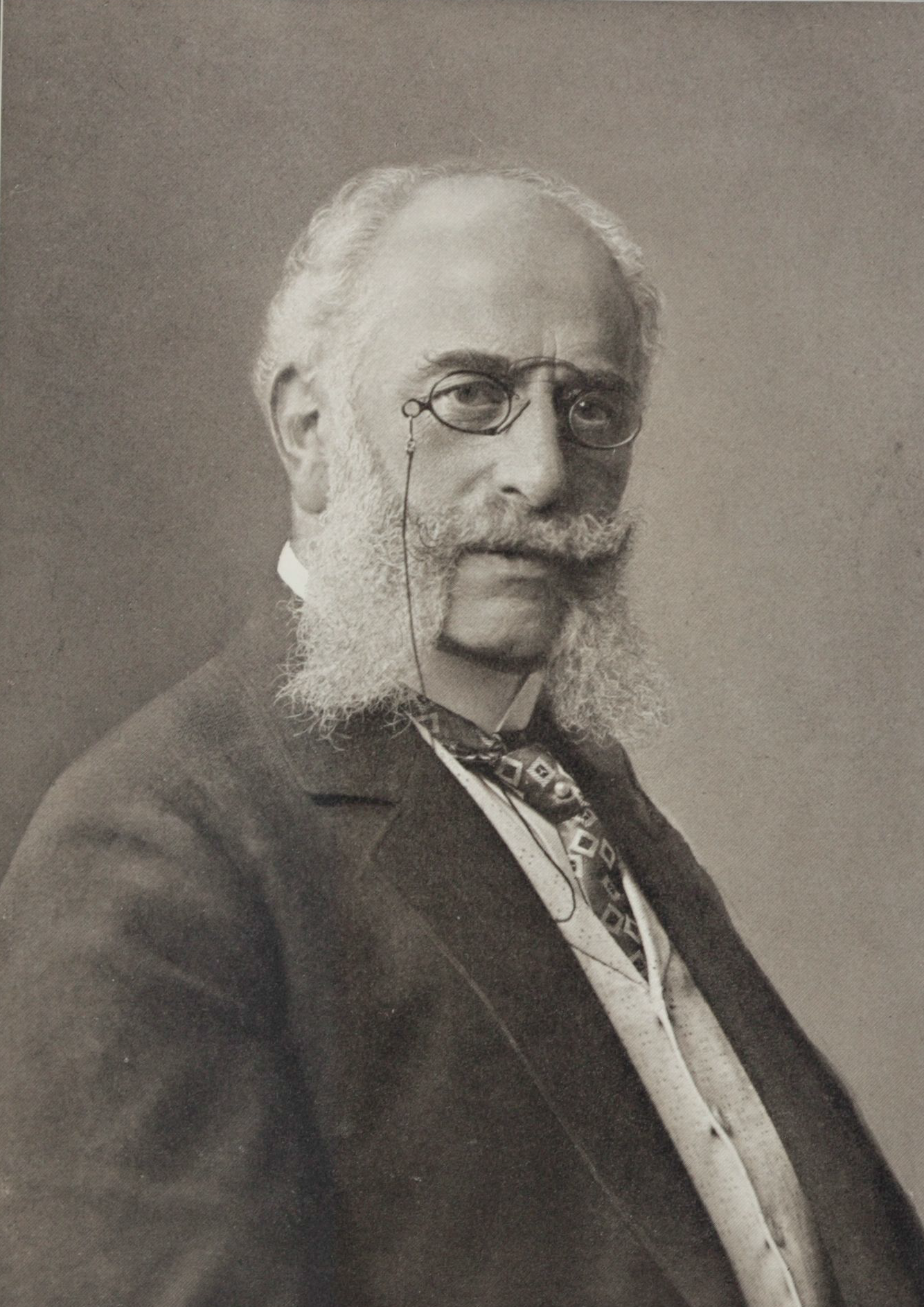
„Prof. L. Berlin“, Autotypie von Angerer & Göschl (1902)

Leonard Berlin (* 18. November 1841 in Altona; † 20. Februar 1931 in Hamburg) war ein deutscher Porträtfotograf mit Ateliers in Hamburg und Berlin.

## Leben
Leonard Berlin kam Mitte November 1841 in Altona zur Welt, wo sein Vater Julius Berlin (1804–1875) als Buchhalter tätig war. Einige Jahre später zog die Familie nach Hamburg. Mit der Adresse Pferdemarkt 21 ist Julius Berlin in der Ausgabe des Hamburger Adressbuches von 1849 zu finden. Im Frühjahr 1854 zog die Familie zu seiner Schwägerin Emilie Bieber in die „Gr. Bäckerstraße 26“. Die Mitbewohnerin Adelgunde Koetgen, mit der Emilie Bieber das Daguerreotypie-Atelier hier eröffnet hatte, war mit Familie ausgezogen. Zwei Jahre später, 1857, war auch Julius Bieber wieder ausgezogen, blieb aber in unmittelbaren Umgebung wohnen. Die Geschäfte müssen floriert haben, denn im Mai 1861 hatte Julius Berlin ein „Comptoir“ in prominenter Hamburger Lage im Jungfernstieg 9 angemietet.
Leonard Berlin trat 1862 in das Atelier seiner Tante Emilie Bieber ein.
Am 18. November 1866 heiratete er in der jüdischen Gemeinde Kopenhagen die dort geborene Mariane Frederikke Meyer (1843–1909), eine Tochter des Kaufmanns Salomon Meyer und dessen aus Altona stammender Ehefrau Rosette (geb. Berlin). Aus dieser Ehe ging 1878 der einzige Sohn Emil hervor.
Mit dem Tod Emilie Biebers im Mai 1884 wurde Leonard Berlin alleiniger Inhaber des Ateliers „E. Bieber“.
1887 wurde ihm von Ernst II. Herzog von Sachsen-Coburg und Gotha der Titel Professor verliehen. Dem folgten weitere Auszeichnungen des Duodezfürstentums: Hoffotograf, Sachsen-Ernestinischer Hausorden II. Klasse und die Ernennung zum Hofrat. Im Jahr 1890 eröffnete er ein zweites Atelier unter gleichem Namen – allerdings in Berlin. 1892 zog er mit der Familie nach Berlin, nachdem im August in Hamburg die Cholera ausgebrochen war. Das Berliner Atelier E. Bieber besaß hohes Ansehen. „Man“ ließ sich gern bei Bieber fotografieren. 1910 wurde die offene Handelsgesellschaft „E. Bieber, photographisches Atelier in Hamburg und Berlin“ aufgelöst. Auch im Ruhestand (ab 1910) blieb Leonard Berlin zunächst seinem Beruf verbunden, so war er Kurator für die photographischen Königlichen Lehranstalten in Berlin und gehörte der hamburgischen und der preußischen Sachverständigenkammer für Werke der bildenden Künste als Mitglied an (1916).
Am 16. September 1902 beging das fotografische Atelier E. Bieber sein 50-jähriges Jubiläum. Leonard Berlin hatte in Berlin zunächst in der Wilhelmstraße 55, später in der Mohrenstraße 7 gewohnt, anschließend über mehrere Jahre in der Voßstraße 17 und war 1908 in die erste Etage Kantstraße 163 gezogen.
Leonard Berlin hatte eine „E. Bieber Stiftung“ mit dem Ziel ins Leben gerufen, Fachschüler zu unterstützen.
Seit Anfang 1909 verwitwet, starb Leonard Berlin-Bieber am 20. Februar 1931 im Alter von 89 Jahren im Allgemeinen Krankenhaus Hamburg Sankt Georg.

## Das fotografische Atelier „E. Bieber“

### In Hamburg
Leonard Berlin trat erstmals 1868 als zeitweiliges Mitglied der Ausstellungskommission der zweiten photographischen Ausstellung in Erscheinung.
Vermutlich hatte Leonard Berlin für die Arbeiten des Ateliers schon vor dem Tod seiner Tante Emilie Bieber 1884 Verantwortung übernommen, denn schon im Folgejahr wurde Berlin mit einer Verdienstmedaille ausgezeichnet. Es folgten zahlreiche Orden und weitere Auszeichnungen in kurzen Abständen.
1890 eröffnete Leonard Berlin in der Reichshauptstadt Berlin ein weiteres fotografisches Atelier „E. Bieber“. In Hamburg übernahm Arnold Mocsigay, der seit 1869 als Operateur beschäftigt war, die Leitung des Ateliers mit ca. 30 Angestellten. Arnold Mocsigay verließ das Atelier im Jahr 1897.

### In Berlin
Obwohl Leonard Berlin-Bieber zu den erfolgreichsten Fotografen Berlins um die Jahrhundertwende zählte, ein Atelier an prominenter Adresse führte und eine illustre Gesellschaft fotografierte, ist dazu wenig Informatives veröffentlicht und/oder bekanntgemacht worden. 1891 findet sich der erste Eintrag in einem Berliner Adressbuch: „E. Bieber, Hofphotograph, Leipziger Straße 128, Inhaber Prof. Leonard Berlin“. Das im Parterre des Hauses gelegene Atelier verfügte über einen Telefonanschluss. 1892 kam der Eintrag „Kgl. Bayer.“ und im Folgejahr der eines „Herzogl. Sächs.“ Hofphotographen hinzu. Am 17. Mai 1893 brannte das Atelier Leipziger Straße aus. 1895 vergrößerte Berlin-Bieber sein Angebot: „Portrait-Photographie, Platinotypie, Vergrößerungen von kleinen, selbst verblichenen Bildern bis Lebensgröße, Miniaturen auf Elfenbein, künstlerische Ausführung in Oel-, Aquarell- und Pastellfarben.“ Zum 1. Oktober 1895 bezog er ein weiteres Atelier im Hause Friedrichstraße 176, ebenfalls mit Telefonanschluss. Im November 1896 übernahm Berlin-Bieber das Berliner Handelsgeschäft des österreichischen Photographen Carl Pietzner. Zum 1. Juli 1905 wurden die Atelierräume und die Platten des 1904 verstorbenen Fotografen Julius Cornelius Schaarwächter im benachbarten Haus Leipziger Straße 130 übernommen.
Das Berliner Atelier „E. Bieber“ als Zweigniederlassung wurde im September 1910 aufgelöst. Eigentümer wurde Julius Rosenberg. Er übernahm auch noch das photographische Atelier im Haus Carl Tietz. Rosenberg wurde 1916 zum Hofphotographen des Großherzogs von Mecklenburg-Strelitz und 1918 zum k.k. Hoffotografen ernannt wurde. Das Fotoatelier „E. Bieber“ bestand auf diese Weise in der Leipziger Straße 124 noch bis in die 1940er Jahre und in der Albrechtstraße 2 von 1952 bis 1957. Rosenberg nutzte auch den einer Signatur nachgebildeten Schriftzug „EBieber“ beispielsweise als Prägestempel.

### Nachfolge
Nach der Auflösung der offenen Handelsgesellschaft „E. Bieber, photographisches Atelier in Hamburg und Berlin“ im Jahr 1910 ging das Hamburger Atelier „mit allen Aktiva und Passiva“ an den Sohn Emil Bieber, der schon seit 1902 Mitgesellschafter war. Seine Aufnahmen erfuhren große Wertschätzung. 1938 verließ er Hamburg, um sich und seine Familie vor der Verfolgung zu schützen.

## Auszeichnungen

### Ernennungen zum Hof-Photographen
- 1891: königlich bairischer Hofphotograph[27]
- Datum unbekannt (ca. 1892): am Hof des Herzog von Sachsen-Coburg und Gotha durch Ernennung von Alfred Herzog von Sachsen-Coburg und Gotha.
- Datum unbekannt (ca. 1903): durch Ernennung von Heinrich Prinz der Niederlande und Herzog zu Mecklenburg-Schwerin, Prinzgemahl der Königin Wilhelmina der Niederlande.
- 1905: am preußischen Hof durch den Kronprinzen aus Anlass seiner Vermählung.[28][29]
- 1907: König von Siam Chulalongkorn

### Auszeichnungen
- 1885:
  - Verdienstmedaille für Kunst und Wissenschaft(Sachsen-Ernestinischen Hausorden).[30][31]
  - Herzoglich Sachsen-Ernestinischer Hausorden, Ritter II. Klasse.[32]
- 1887: Professor (Titel), verliehen von Herzog Ernst II. von Sachsen-Coburg und Gotha[33]
- 1888:
  - Medaille erster Klasse auf der Melbourne Centennial Exhibition im August.[34]
  - Verdienstkreuz für Kunst und Wissenschaft (Sachsen-Ernestinischen Hausorden).[31]
- 1889: Bronzemedaille (1. Abteilung: Porträt, Landschaft und Architektur) für E. Bieber für Porträts anlässlich der Photographischen Jubiläumsausstellung in Berlin[35]
- 1894: Diplome d' honneur, Antwerpen (nicht verifiziert)
- 1902: Orden für Kunst und Wissenschaft erster Klasse durch den Schah von Persien.[36]
- 1903:
  - Orden der Italienischen Krone.
  - Goldene Gesellschaftsmedaille des Photographischen Gesellschaft in Wien.[37]
- Herzoglich sächsischer Hofrath[38]
- 1913: Prinz Leopold von Bayern überreichte eine Busennadel mit Initialen in Brillanten und Saphiren mit Goldkrone.[39]
- 1914: Silberner Preis auf Weltausstellung für Buchgewerbe und Grafik in Leipzig.[40]

## Mitgliedschaften
- Photographischer Verein zu Berlin im Juni 1895.[41]
  - Vertrauensmann im Rechtsschutzverband Deutscher Photographen (R.V.D.Ph.) 1898.[42]
- Photographische Gesellschaft zu Wien im Juni 1884.[43]
- Verein zur Pflege der Photographie und verwandter Künste zu Frankfurt a. M.: Am 7. Mai 1894 als außerordentliches Mitglied aufgenommen.[44]